# La Charge fantastique
Pour plus de détails, voir Fiche technique et Distribution.
La Charge fantastique (They Died with Their Boots On) est un western américain de Raoul Walsh, sorti en 1941. Il s'agit d'une biographie romancée du général George Armstrong Custer, figure légendaire aux États-Unis.

## Synopsis
Plus mauvais cadet de West Point, Custer s'illustre toutefois pendant la guerre de Sécession à la suite d'un malentendu qui a amené un général à signer, par erreur, un ordre nommant Custer général alors qu'il n'est qu'un simple lieutenant affecté à l'état-major. Après avoir joué un rôle décisif lors de la seconde bataille de Bull Run, il est cependant rétrogradé, puis il quitte l'Armée et se marie. Le manque d'action lui pèse et il n'est guère doué pour les affaires, aussi, il reprend du service et est nommé à la tête du 7e de cavalerie, qu'il transforme en régiment d'élite. Grâce à cette réussite, grâce à la force de dissuasion de son régiment, il parvient à faire la paix avec les Sioux de Crazy Horse. Mais un homme d'affaires avec des appuis politiques ravive les guerres indiennes et parvient à discréditer Custer par une manipulation. Écarté de nouveau de son commandement, Custer obtient toutefois de rejoindre son régiment, la situation militaire s'étant considérablement dégradée après son éviction. Il reprend le commandement du 7e de cavalerie mais se rend compte que les manigances des trafiquants ont abouti à ce que les nations indiennes s'unissent en une redoutable force militaire sous le commandement efficace de Crazy Horse. Custer, par sens du devoir, obéit à des ordres ineptes qui l’entraînent directement dans un guet-apens monté par Crazy Horse et ses cavaliers, en supériorité écrasante. Custer et tous ses soldats sont tués au cours de la bataille de Little Big Horn, face aux tribus indiennes coalisées.

## Fiche technique
- Titre original : They Died with Their Boots On
- Titre français : La Charge fantastique
- Réalisation : Raoul Walsh
- Réalisation 2e équipe : B. Reeves Eason[1]
- Scénario : Wally Kline, Æneas MacKenzie
- Dialogues : Lenore J. Coffee (non crédité)
- Direction artistique : John Hughes
- Costumes : Milo Anderson
- Décors : Eddie Edwards
- Photographie : Bert Glennon
- Son : Dolph Thomas
- Cadreur : Ellsworth Fredericks (non crédité)
- Montage : William Holmes
- Musique : Max Steiner
- Production exécutive : Hal B. Wallis
- Production associée : Robert Fellows
- Société de production et de distribution : Warner Bros. Pictures
- Pays de production :  États-Unis
- Format : noir et blanc — 35 mm — 1,37:1 - Son Mono (RCA Sound System)
- Langue originale : anglais
- Genre : western
- Durée : 140 minutes
- Dates de sortie : 
  - États-Unis : 21 novembre 1941 (première à New York), 1er janvier 1942 (sortie nationale)
  - France : 2 mai 1947
- Affiche : Jacques Bonneaud (France)

## Distribution

### Acteurs crédités
- Errol Flynn  (VF : Claude Peran) : George Armstrong Custer
- Olivia de Havilland  (VF : Renée Simonot) : Elizabeth Bacon, puis Custer
- Arthur Kennedy  (VF : Roger Darcante) : Ned Sharp
- George P. Huntley Jr  ( VF  ?) "Queen's Own" Butler
- Charley Grapewin  (VF : Camille Guerini) : California Joe
- Gene Lockhart  (VF : Christian Argentin) : Samuel Bacon
- Anthony Quinn  (VF : Jean Guillet) : Crazy Horse
- Stanley Ridges (VF : Jean Brochard) : Major Romulus Taipe
- John Litel  (VF : Georges Chamarat) : Général Philip Sheridan
- Walter Hampden (VF : Jean Clarens) : William Sharp
- Sydney Greenstreet (VF : Antoine Balpetre) : Lt. Général Winfield Scott
- Regis Toomey : Fitzhugh Lee
- Hattie McDaniel : Callie
- Frank Wilcox : Capitaine Webb
- Joe Sawyer : Sergent Doolittle
- Minor Watson : Sénateur Smith

### Acteurs non crédités
- Walter Baldwin : un colon
- Lane Chandler : une sentinelle
- Clancy Cooper : un conducteur de train
- Joseph Crehan : Ulysses S. Grant
- Wade Crosby : un barman du fort Lincoln
- John Hamilton : un colonel
- Russell Hicks : le colonel du 1er Michigan
- William Hopper : le lieutenant Frazier
- Fred Kelsey : un autre barman du fort Lincoln
- Vera Lewis : l'infirmière en chef
- Ian MacDonald : un soldat
- Anna Q. Nilsson : Mme Taipe
- Aileen Pringle : Mme Sharp
- George Reed : Charles
- John Ridgely : le lieutenant Davis
- Gig Young : le lieutenant Roberts
- Eleanor Parker (scènes supprimées au montage)

## Autour du film
- La Charge fantastique (They died with their boots on) est le premier des sept films qu'Errol Flynn a tourné sous la direction de Raoul Walsh.
- La Charge fantastique est le huitième et dernier film réunissant le couple Errol Flynn / Olivia de Havilland[2].
- Le film est connu pour avoir été le théâtre d'un tragique accident de tournage : le fils de Milton J. Budlong, multimillionnaire pionnier dans le secteur automobile, John Budlong, était figurant cascadeur en dilettante sur ce film quand une fatale chute de cheval le fit s'embrocher sur son propre sabre.[réf. souhaitée]
- La scène de la bataille de Little Big Horn montre d'abord la charge du 7e de cavalerie, regroupé en carré, Custer en tête monté sur un cheval blanc, qui poursuit un groupe d'Indiens. L'élargissement du plan révèle qu'en fait il s'agit d'un leurre et que l'armée indienne surgit de tous les côtés à la fois et finit par encercler complètement les cavaliers US. Au moment où il se rend compte qu'il est piégé, Custer tire la bride de son cheval qui s'immobilise de façon spectaculaire en glissant sur ses postérieurs.[réf. souhaitée]
- Une réplique du film est connue : à la fin, la veille de la bataille,alors que le 7e de cavalerie bivouaque, Custer se rend compte qu'il est en train d'être encerclé, il propose au lieutenant Butler de quitter la bataille puisqu'il n'est pas américain et Butler lui rétorque que « les vrais Américains sont derrière les collines et portent des plumes ».[réf. souhaitée]
- Le film donne sa version d'une anecdote par ailleurs véridique : comment Custer adopta la chanson irlandaise Garryowen (en) comme hymne du 7e de cavalerie. Cette musique est aujourd'hui reprise régulièrement par de nombreuses fanfares militaires américaines.[réf. souhaitée]
- À l'incarnation idéalisée et chevaleresque du général Custer dépeinte dans ce film, s'opposera celle nettement moins valorisante (pour ne pas dire carnavalesque) de Richard Mulligan dans Little Big Man d'Arthur Penn en 1970. Ces deux visions très contradictoires illustrent bien la controverse qui divise encore les historiens sur la personnalité de Custer lui-même, et sa responsabilité dans la défaite de Little Big Horn. Dans Little Big Man, à l'inverse de La Charge fantastique, c'est son mépris des Indiens et sa stupidité qui mèneront Custer droit au désastre.

### Publication
Le scénario intégral du film et les dialogues français et anglais sont publiés dans L’Avant-Scène Cinéma n°676 (octobre 2020). Voir http://www.avantscenecinema.com/numero-676-la-charge-fantastique-de-raoul-walsh/

### Ouvrages généraux
- Gérard Devillers et Marceau Devillers, Anthologie du Cinéma, tome V : Errol Flynn, Paris, L'Avant-scène Cinéma, 1970, p. 337-392.

### Monographies
- Errol Flynn (trad. France-Marie Watkins et Solange Metzger), Mes 400 coups, Paris, Olivier Orban, coll. « Ramsay Poche Cinéma » (no 52), 1977 (1re éd. 1959), 354 p. (ISBN 2-85956-655-4 et 978-2-8595-6655-5).
- Pierre Giuliani, Raoul Walsh, Paris, Edilig, coll. « Filmo-14 », 1986, 168 p. (ISBN 2-85601-137-3 et 978-2-8560-1137-9).
- Michel Marmin, Raoul Walsh : L'Amérique perdue, Paris, Dualpha, 2003 (1re éd. 1970), 255 p. (ISBN 2-912476-91-7), p. 115-120.
- (en) Tony Thomas, Rudy Behlmer et Clifford McCarty, The Films of Errol Flynn, Secaucus, New Jersey, The Citadel Press, 1969, 221 p. (ISBN 0-8065-0237-1), p. 106-111.